# Maritsa (huyện)
Maritsa là một huyện thuộc tỉnh Plovdiv, Bungaria. Dân số thời điểm năm 2001 là 32333 người.